# 송필순
송필순(1936년 8월 5일~)은 대한민국의 광생물학자이자, 교수이다. 2000년에 호암 과학상을 수상했다. 주 분야인 광생물학에 대한 기여를 인정받아 2009년 광생물학분야 상인 휜센 메달(Finsen Medal)을 한국인 최초로 수상했다.